# Hamburg Knights
Die Hamburg Knights sind ein Baseball- und Softball-Verein aus Hamburg und dem Eimsbütteler TV angeschlossen. Der Verein ist bekannt für seine sehr erfolgreiche 1. Damenmannschaft, die bereits mehrfach Deutscher Meister und Deutscher Pokalsieger werden konnte.

## Mannschaften
Die Hamburg Knights nehmen mit folgenden Mannschaften am DBV und S/HBV Spielbetrieb teil:
- Damen 1 – 1. DBV Bundesliga
- Damen 2 – S/HBV Verbandsliga
- Damen 3 – S/HBV Verbandsliga
- Herren 1 – 2. DBV Bundesliga Baseball
- Herren 2 – S/HBV Verbandsliga
- Junioren – S/HBV Juniorenliga
- Jugend – S/HBV Jugendliga
- Schüler – S/HBV Schülerliga
- Teeball – S/HBV Teeballliga

## Erfolge
- Deutscher Softballmeister 1995, 2005, 2008
- Deutscher Softballpokalsieger 2004, 2006
- Sieger Deutschlandpokal 2019

## Persönlichkeiten
- Claudia Effenberg langjährige Spielerin, Trainerin und Präsidentin der Knights, Trainerin der deutschen Softballnationalmannschaft und 2008 in die Hall of Fame des Deutschen Baseball und Softball Verbands berufen.